# Château Raymond-Lafon

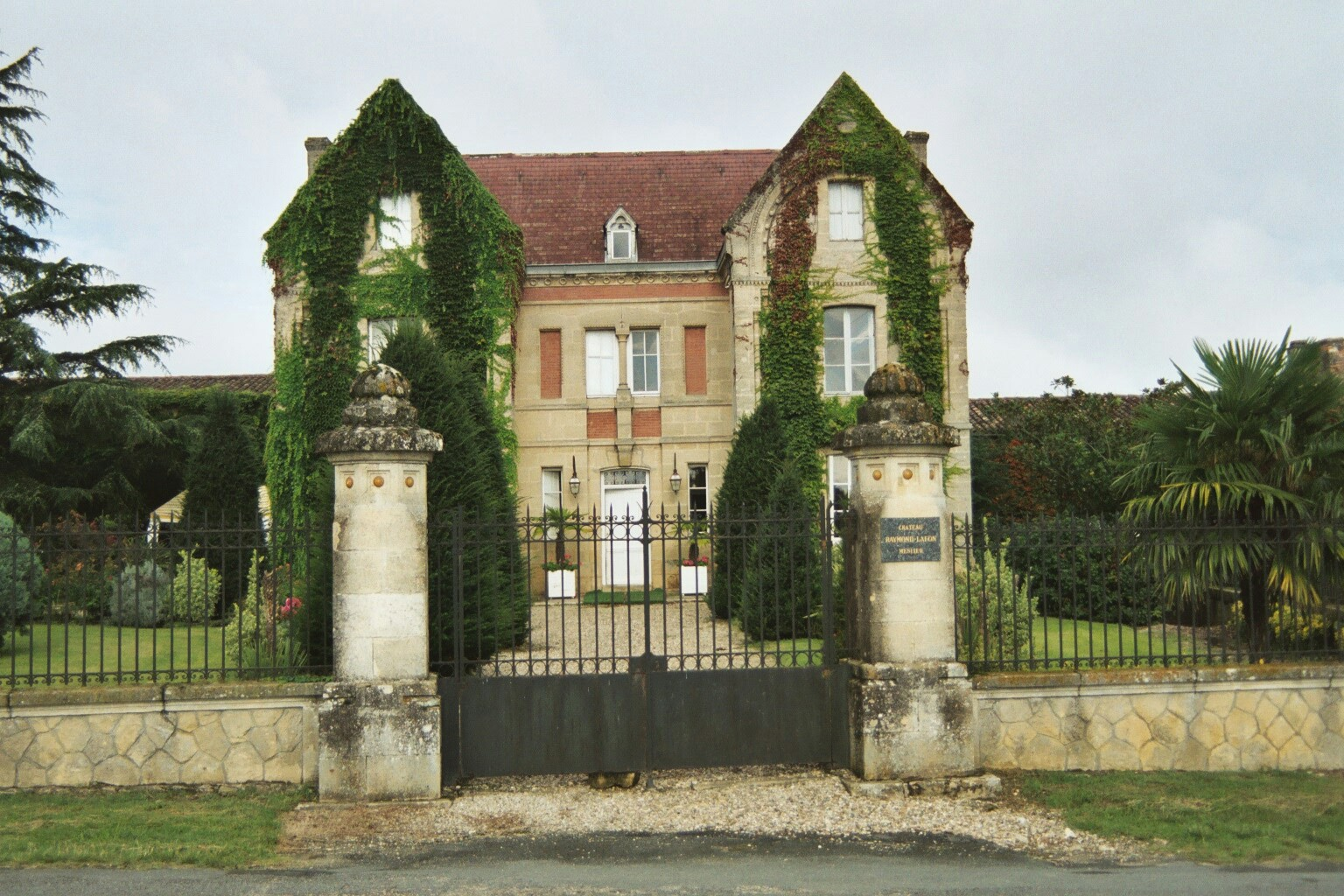
Château Raymond-Lafon

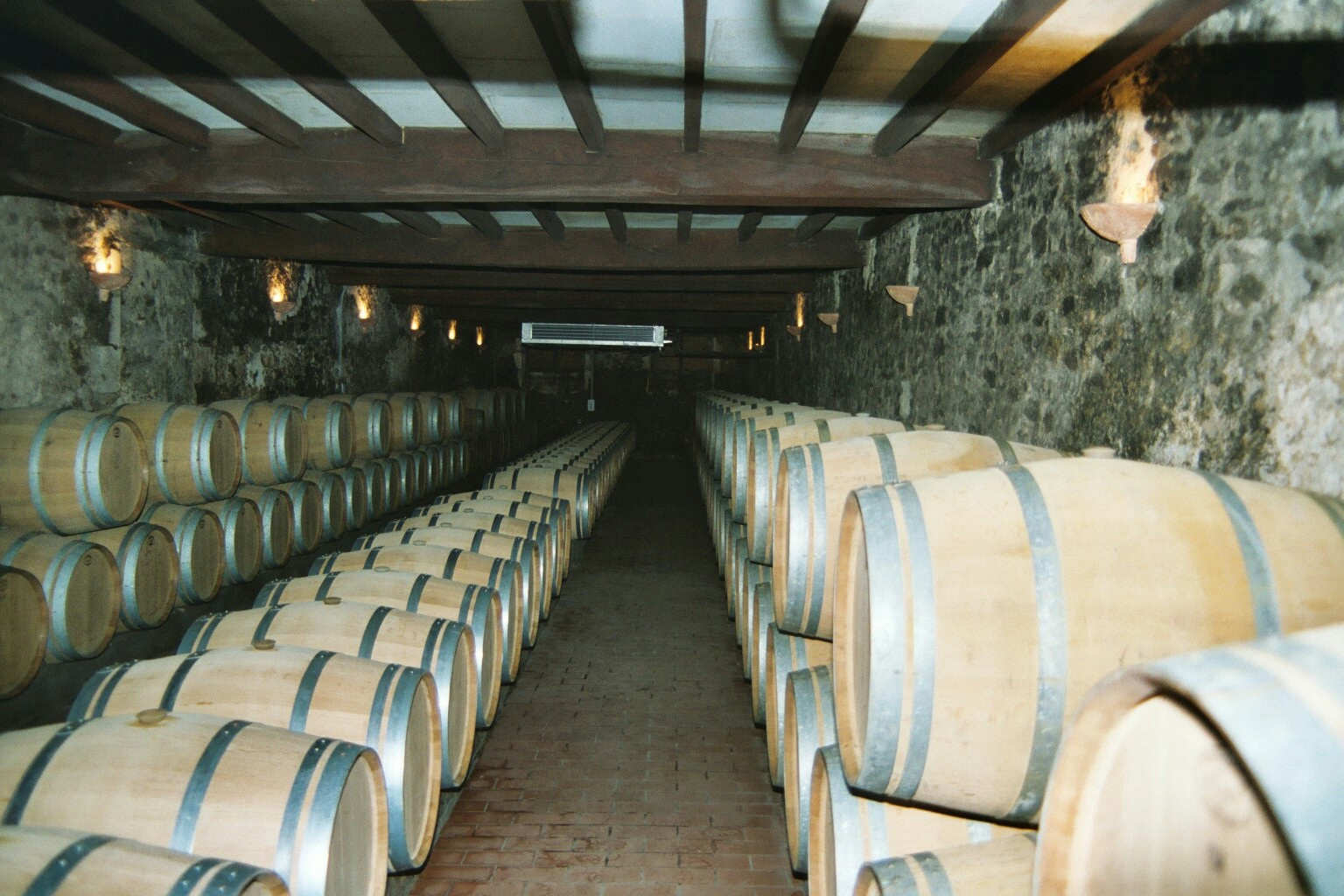
Im Fasskeller von R. Lafon

Château Raymond-Lafon ist ein Weingut in der französischen Appellation d’Origine Contrôlée Sauternes. Innerhalb dieser Appellation werden mit Hilfe der die Edelfäule Botrytis cinerea weiße Dessertweine höchster Qualität hergestellt; die Erträge sind in der Appellation auf maximal 25 hl/Hektar festgelegt. Château Raymond-Lafon jedoch beschränkt sich durch rigorose Auslese auf nur 8,5 hl/Hektar.
Das Gut wurde Mitte des 19. Jahrhunderts von Raymond Lafon gegründet. Aufgrund des Zeitpunkts der Gründung konnte das Château nicht mehr in der Bordeauxwein-Klassifikation von 1855 berücksichtigt werden.
1972 wurde Château Raymond-Lafon vom Ehepaar Francine und Pierre Meslier übernommen. Zuvor leitete Pierre Meslier jahrelang als Technischer Direktor das weltberühmte Nachbargut Château d’Yquem. Er übertrug die hohen Qualitätsstandards auf sein eigenes Gut. Seit 1979 werden mit großer Regelmäßigkeit erstklassige Weine hergestellt. Hinter Château d’Yquem und Château de Fargues gehört Château Raymond-Lafon häufig zu den besten, wenn auch keineswegs zu den teuersten Sauternes, obwohl dem Gut jegliche Anerkennung zum Grand Cru fehlt. Seit 1990 wird das Gut von Mesliers Kindern Marie-Françoise, Charles-Henri und Jean-Pierre Meslier geleitet.
Das Gut verfügt über eine Fläche von 18 Hektar, von denen 15,2 Hektar im Ertrag stehen. Das durchschnittliche Alter der Rebstöcke beträgt 35 Jahre (Stand 2004). Verarbeitet werden die Rebsorten Sémillon (80 % der Fläche) und Sauvignon Blanc (20 %). Im Durchschnitt werden ca. 20.000 Flaschen erzeugt. Vor der Vermarktung lagert der Wein drei Jahre im Eichenfass.

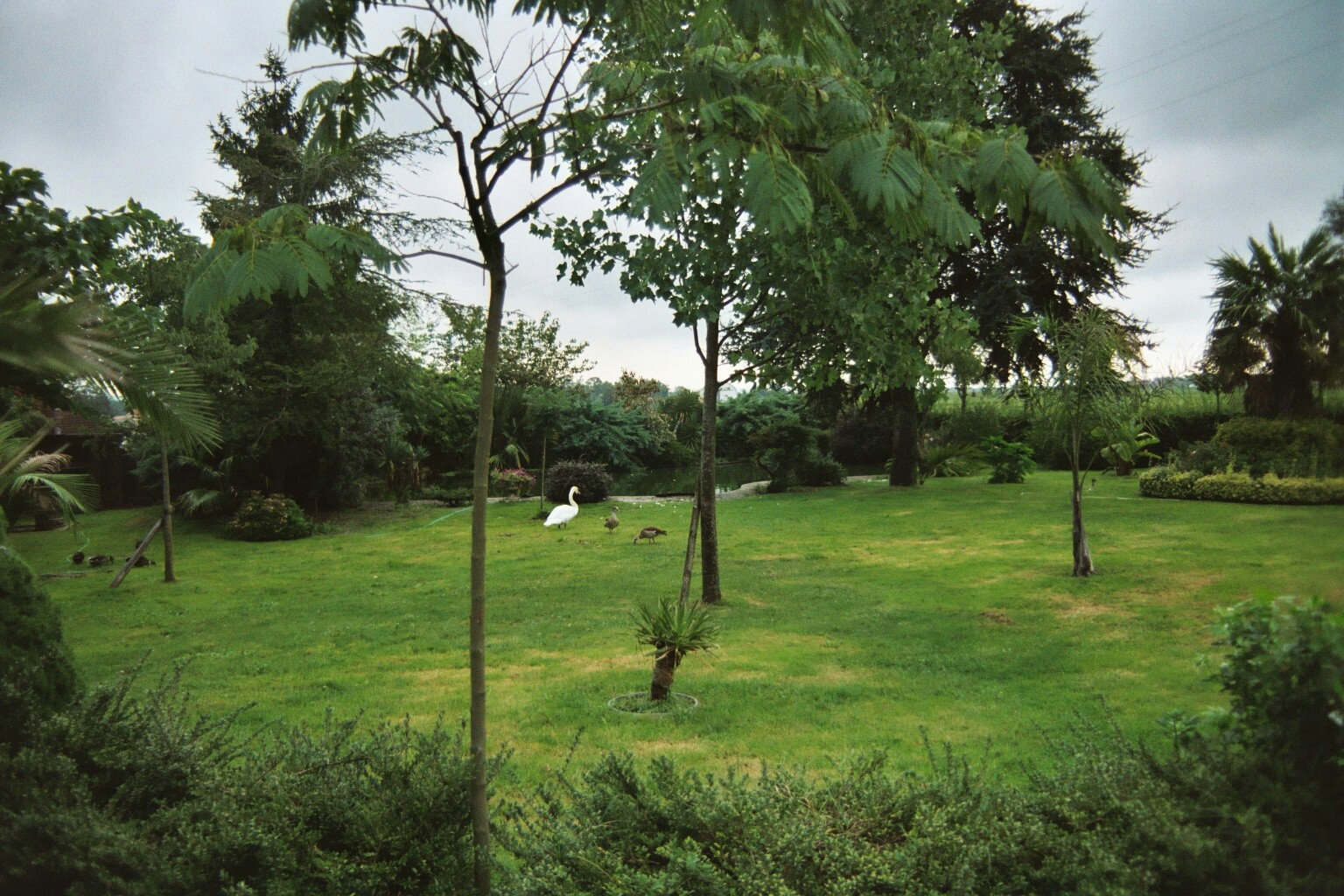
Garten von Raymond-Lafon
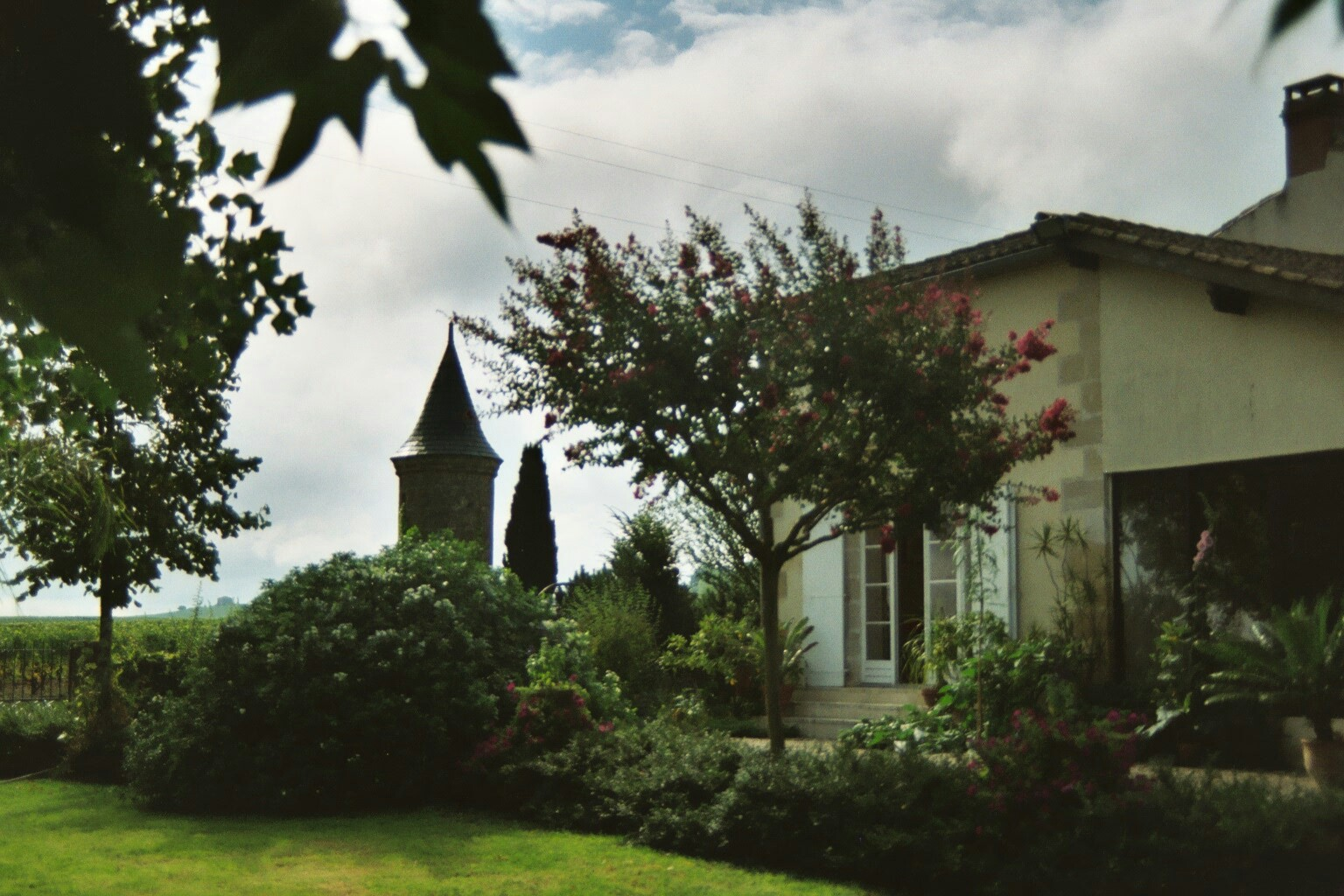
Verkostungs-Pavillon
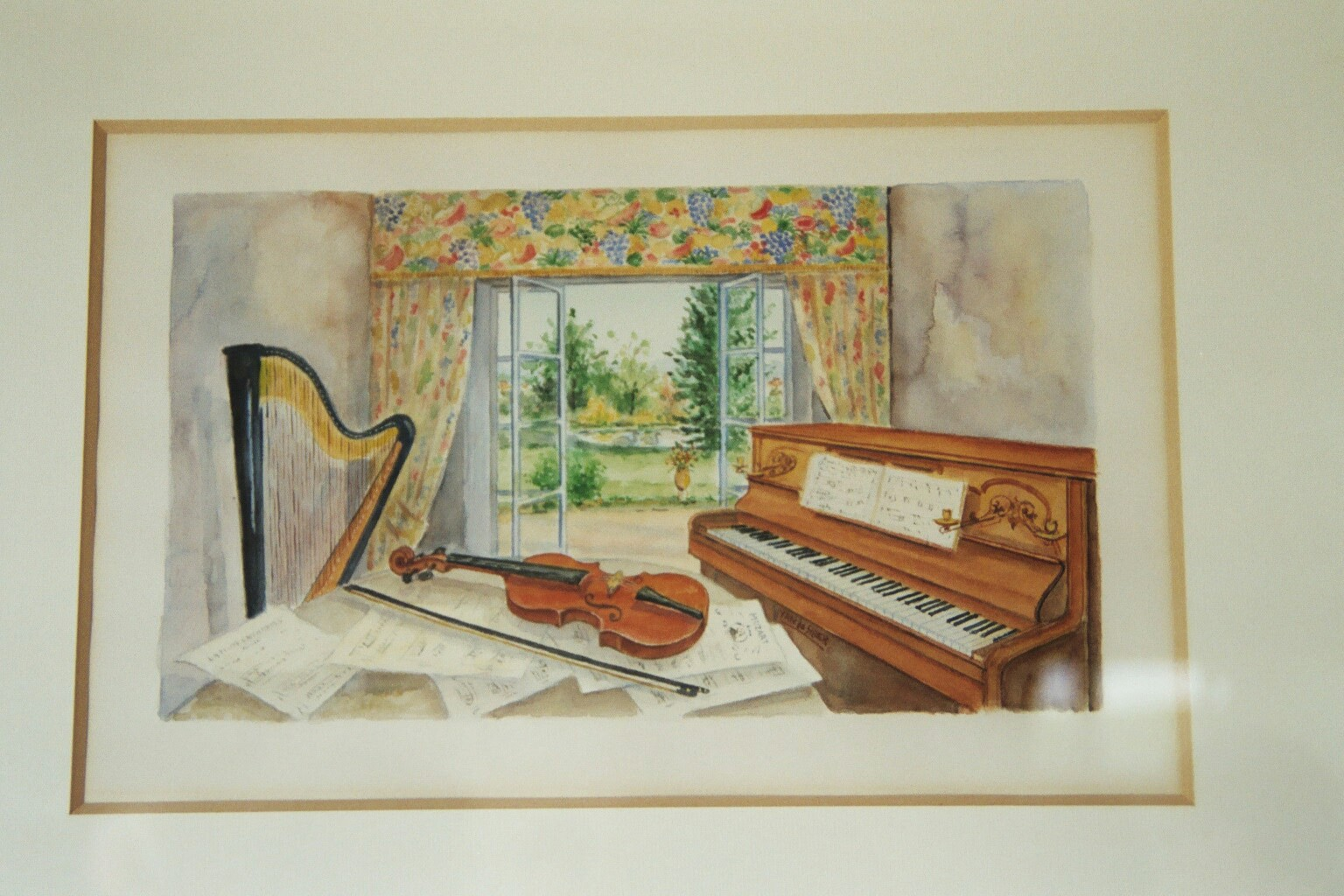
Gemälde des Pavillons (im Pavillon)
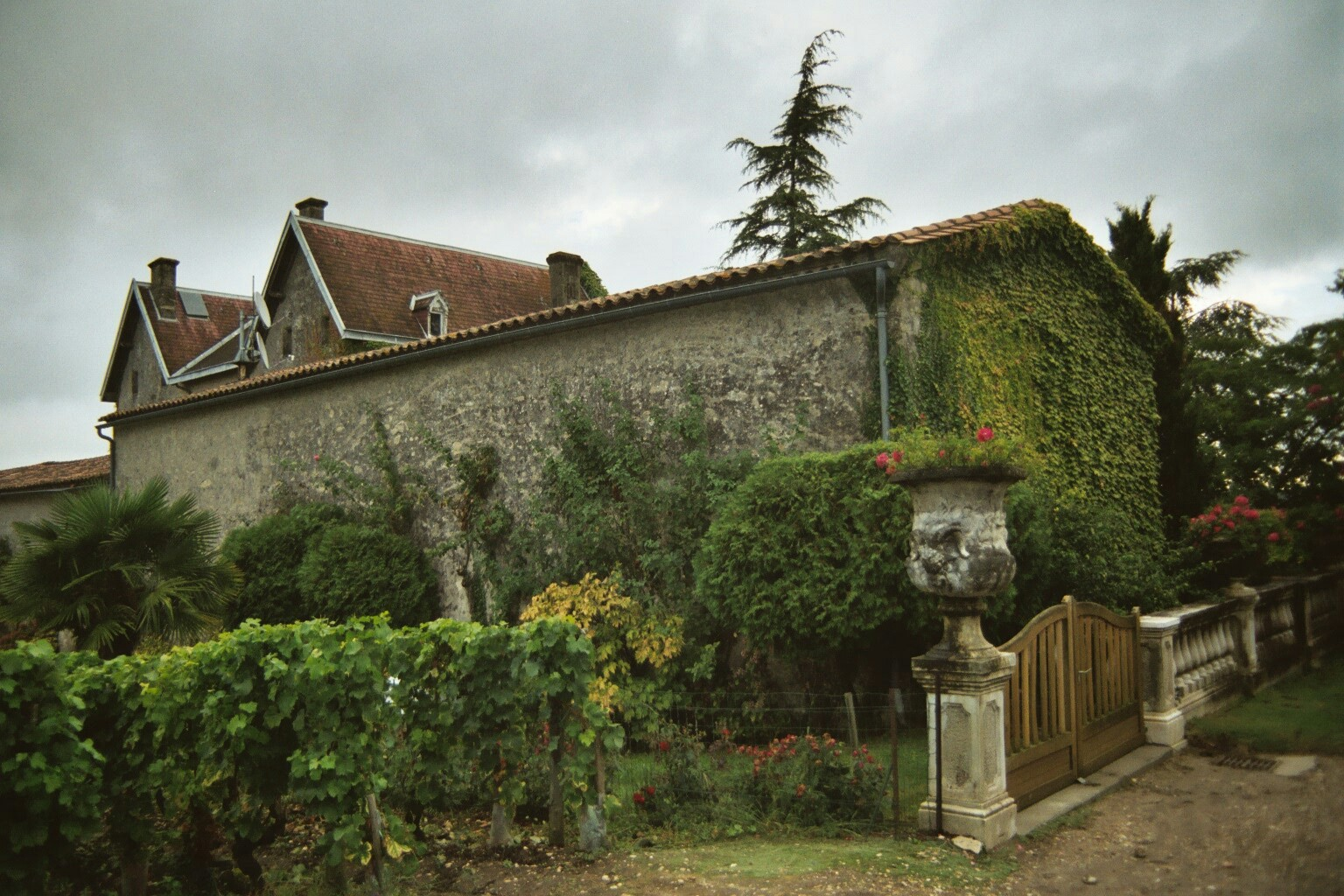
Kellerei
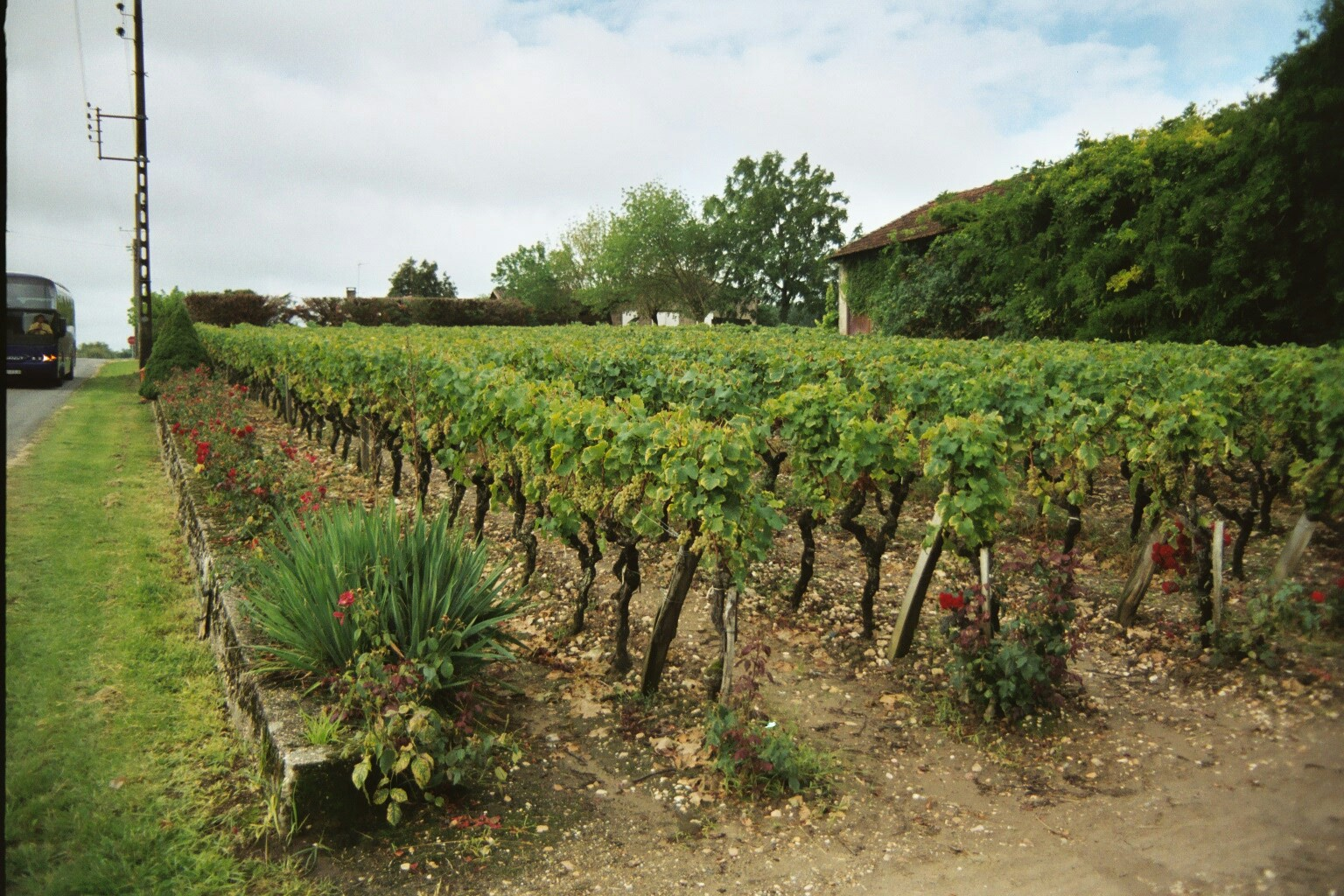
Reben
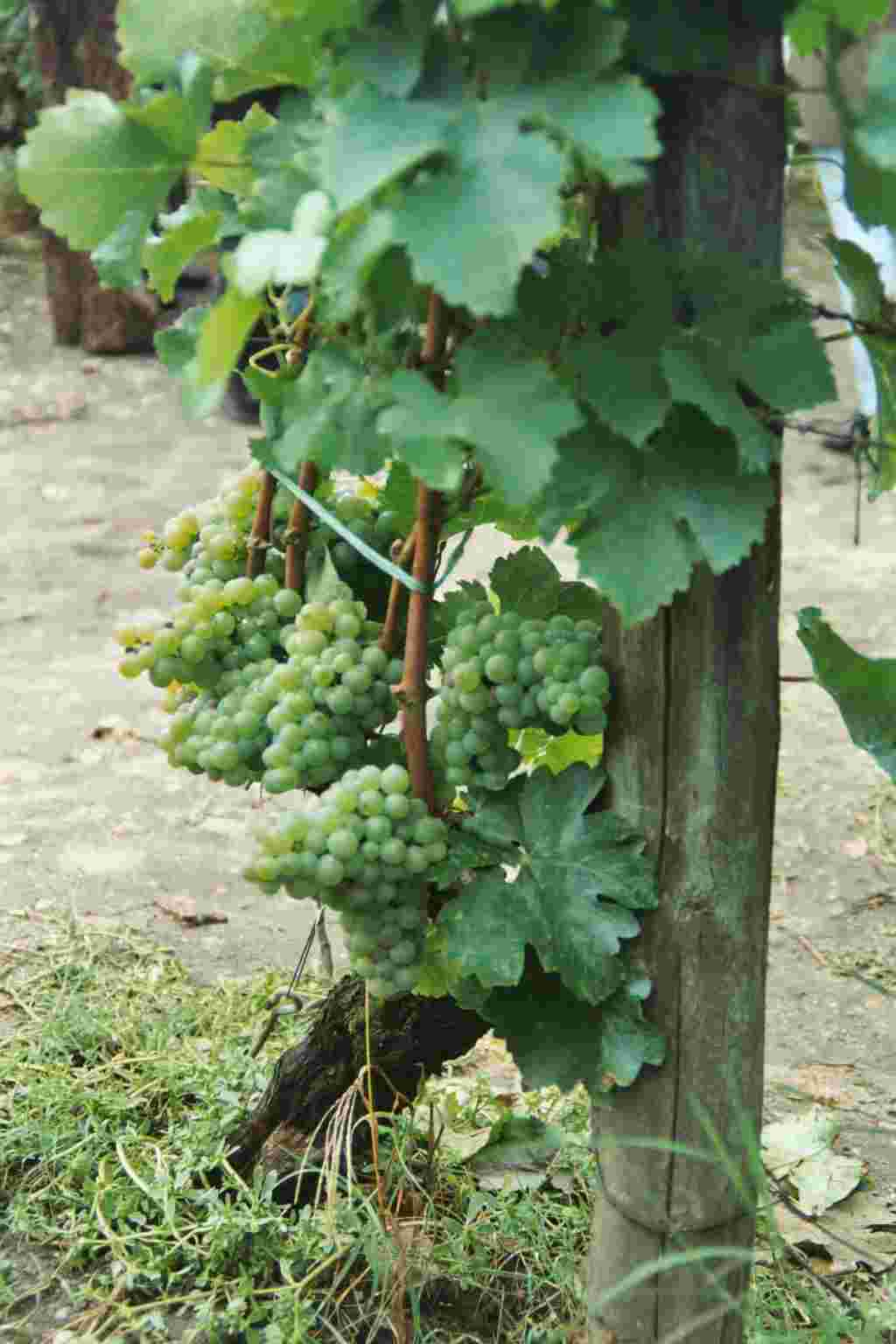
Junge Beeren (Semillon)
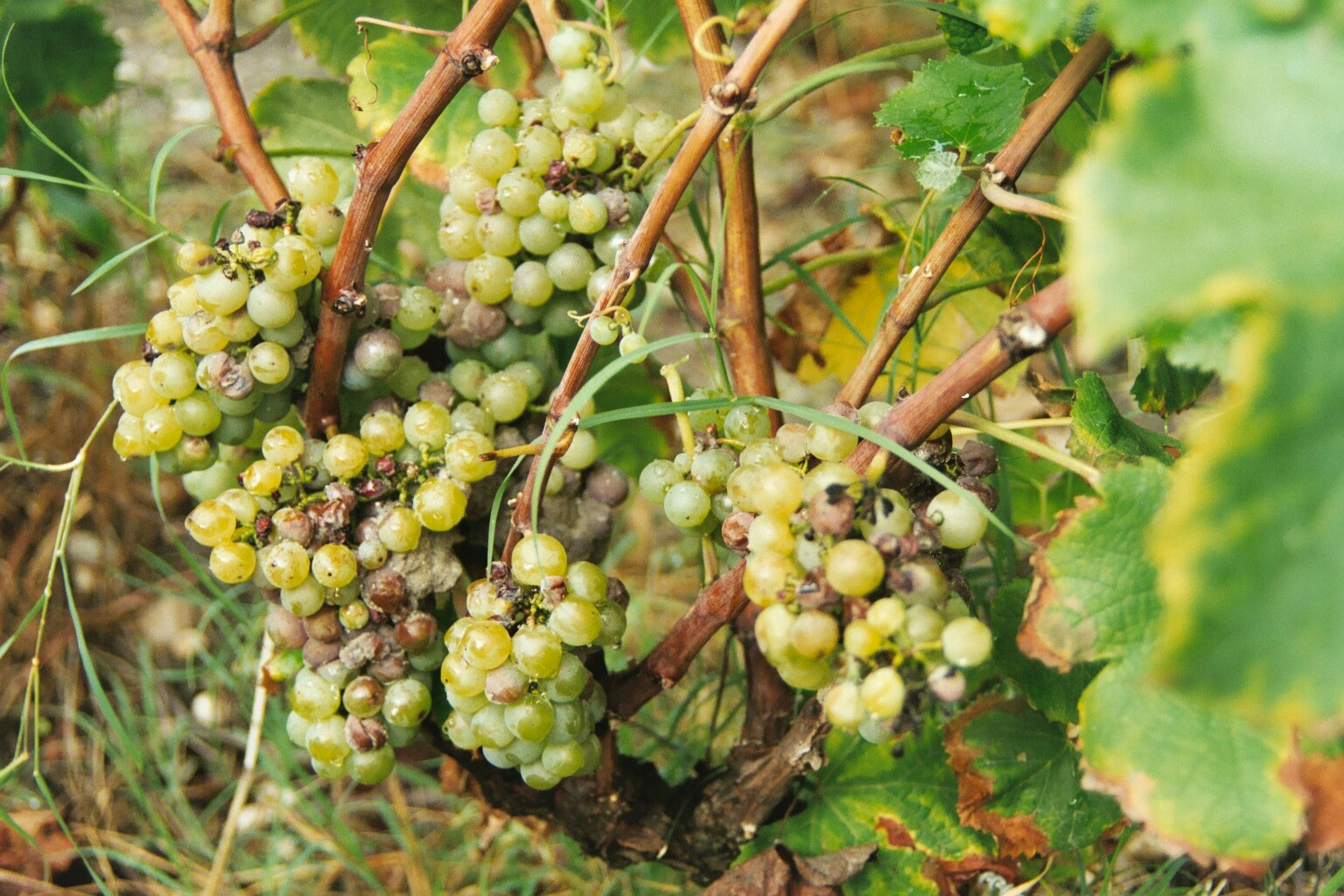
Stadien des Botrytis-Befalls
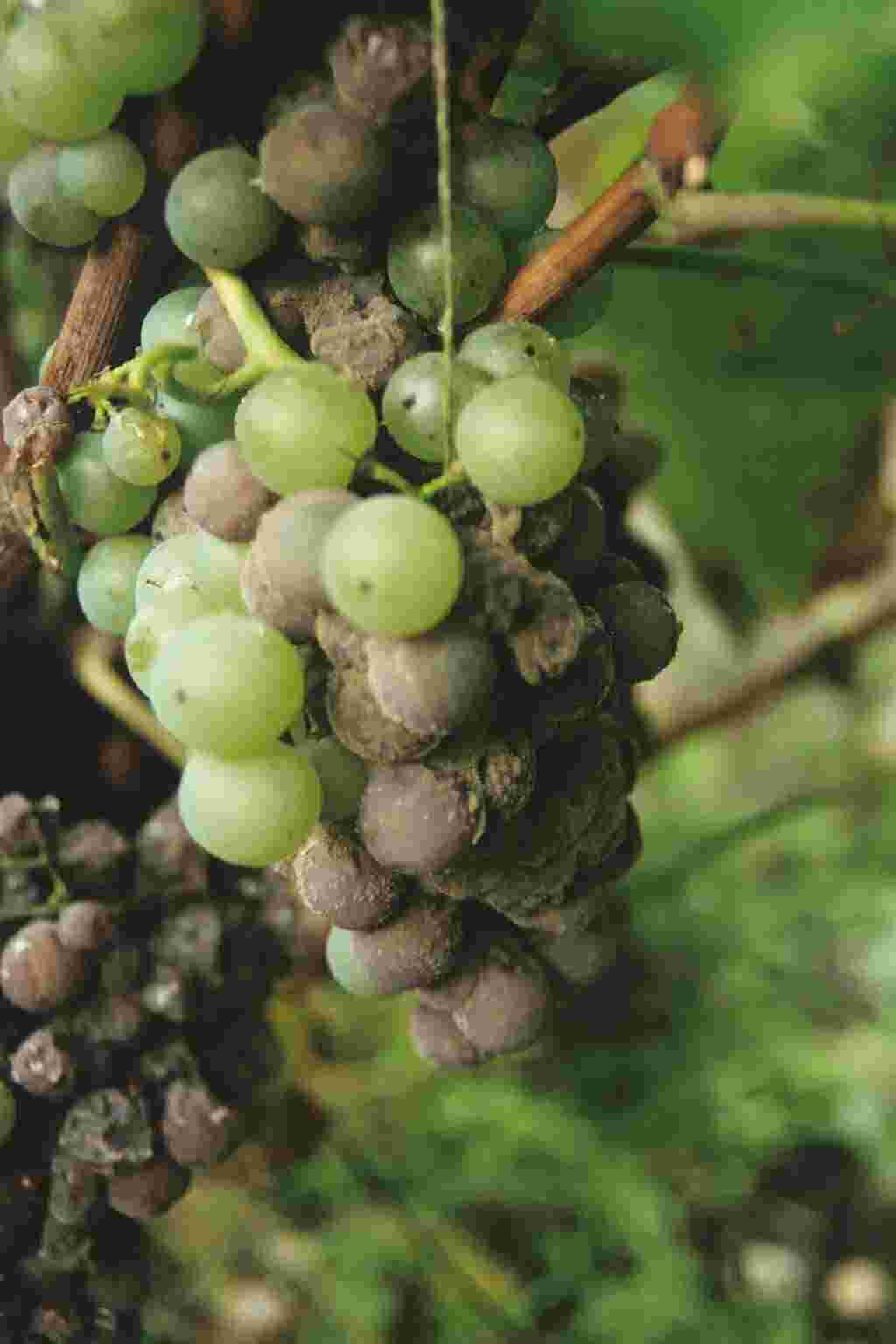
Stadien des Botrytis-Befalls
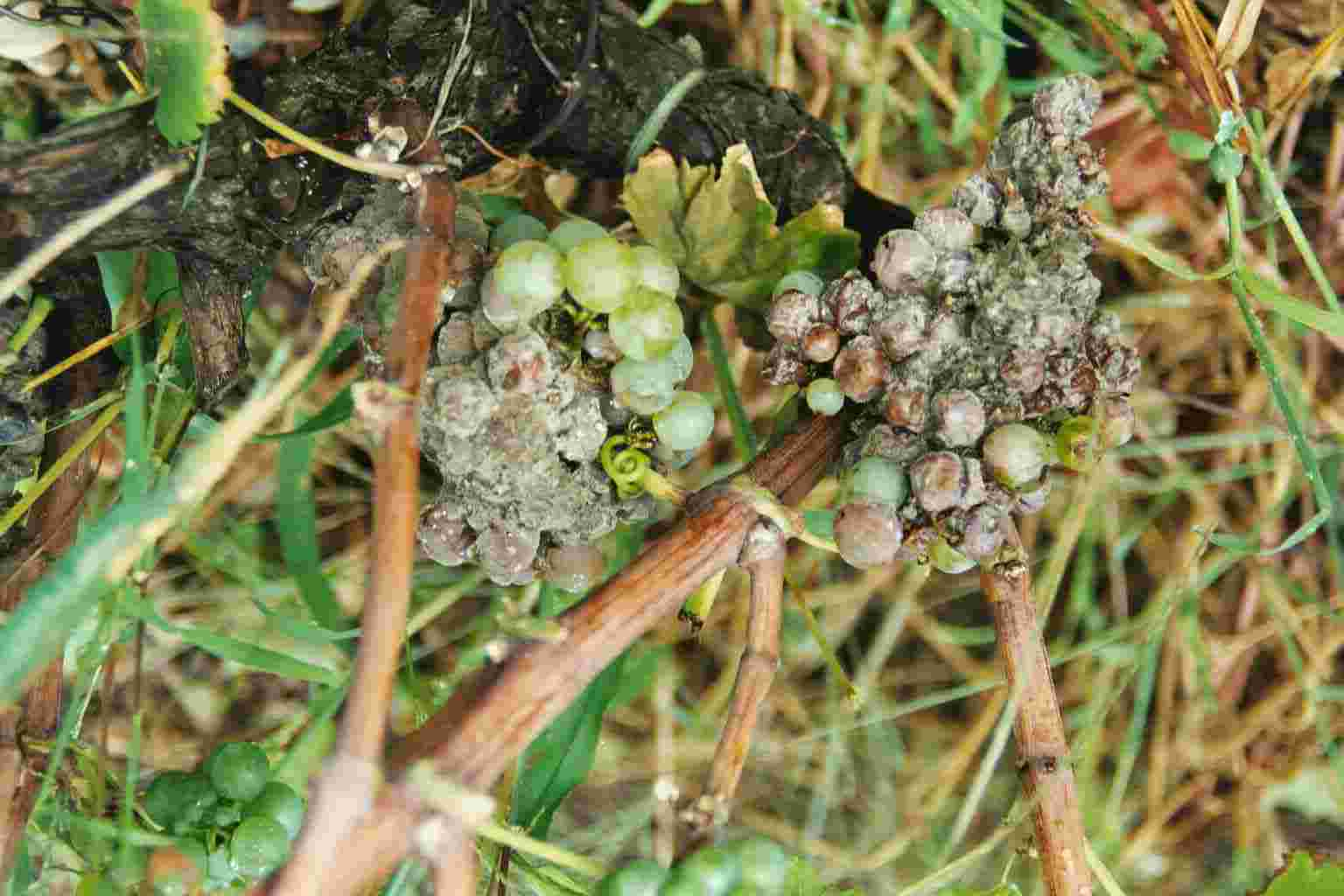
Stadien des Botrytis-Befalls